# 9M133 Kornet
El 9M133 Kornet (en ruso: Корнет, designación de exportación Kornet-E, designación OTAN: AT-14 Spriggan), es un misil antitanque guiado por láser portátil ruso diseñado y fabricado por la compañía rusa KBP. Está diseñado para neutralizar tanques actuales equipados con cualquier tipo de blindaje, búnkeres y blancos aéreos a baja altura. El Kornet se encuentra entre los ATGM rusos más capaces.
El Kornet se desarrolló aún más hasta convertirse en el 9M133 Kornet-EM, que tiene un mayor alcance, una ojiva mejorada y está equipado con un rastreador automático de objetivos. El vehículo de lanzamiento del Hornet-EM, está equipado con un sistema de seguimiento automático que rastrea y guía el misil hasta el objetivo, sin embargo, no es un misil del tipo "dispara y olvida". El Kornet-EM, se puso en servicio por primera vez en el ejército ruso en 1998.
El Kornet puede ser montado fácilmente en varios vehículos de oruga y de ruedas. Los misiles no requieren un excesivo mantenimiento durante su funcionamiento y almacenamiento. El Kornet puede ser manejado por dos soldados, el sistema utiliza el visor óptico y térmico 1PN80, que ayuda al operador a detectar y seguir un objetivo. El sistema de guía láser SACLOS, necesita ser dirigido continuamente hacia el objetivo, un sensor permite al misil desplazarse sobre el haz de luz láser hasta el objetivo, el sistema de guía protege al misil de las contramedidas electrónicas enemigas. El Kornet se puede operar de día y de noche, en todas las condiciones climáticas. El Kornet se ha exportado ampliamente y se produce bajo licencia en varios países. El misil se utilizó por primera vez en combate en 2003, y desde entonces se ha utilizado en el Mundo en varios conflictos bélicos.

## Descripción

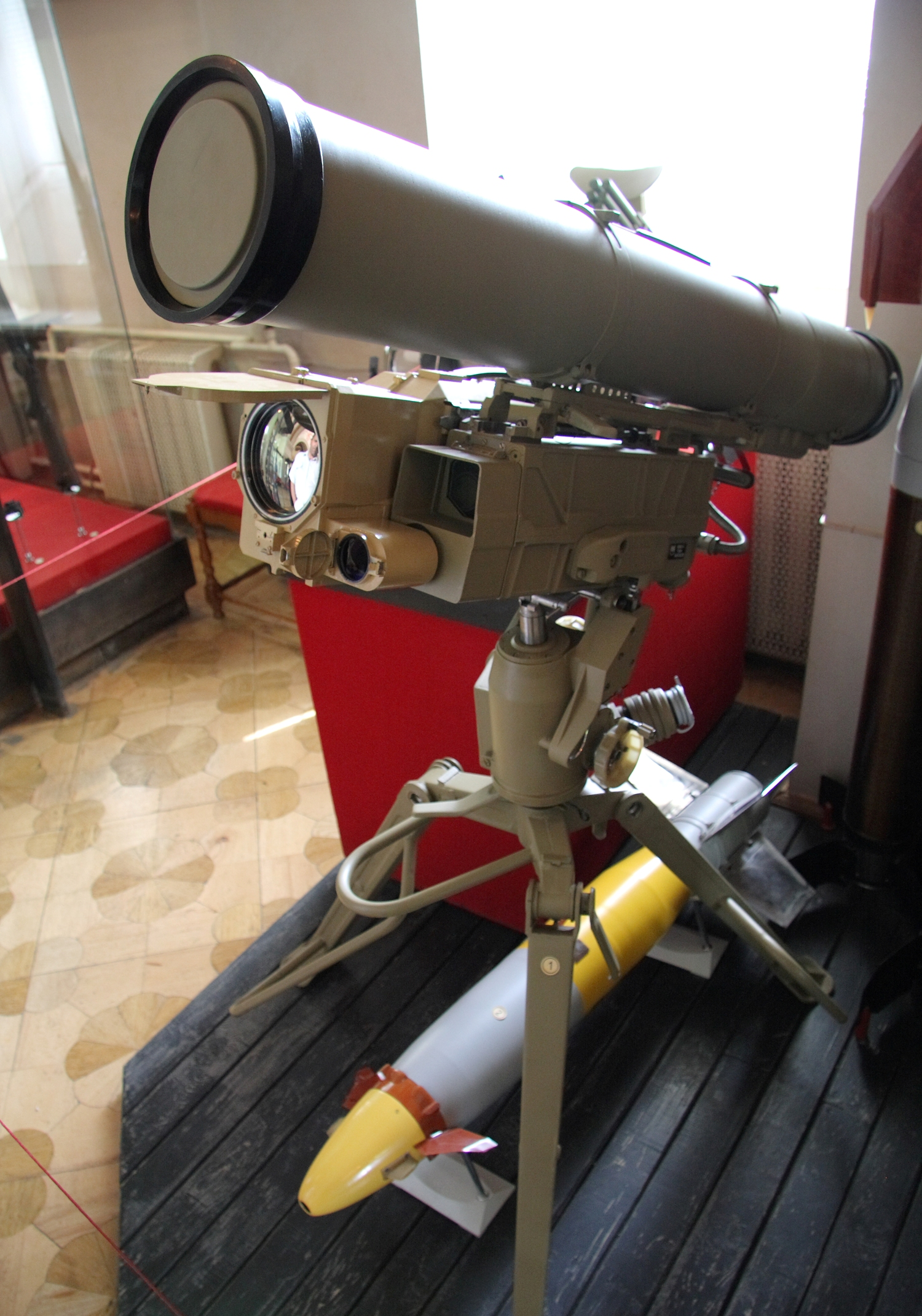
Un misil y lanzador Kornet.

Fue diseñado para reemplazar a los antiguos misiles dirigidos por cable 9K111 Fagot (OTAN: AT-4 Spigot) y el 9M113 Konkurs (OTAN: AT-5 Spandrel)  El 9M133-1 misil con una ojiva H.E.A.T. tándem puede penetrar entre 1000 y 1200 mm de blindaje y neutralizar a todos los tanques modernos provistos con blindaje reactivo explosivo, así como perforar estructuras de hormigón armado de 3 a 3,5 m de espesor. Es fácil de manejar y no requiere de gran entrenamiento. Destaca por su alta inmunidad a las interferencias de canal de haz de láser de orientación del misil. Su versión de exportación se denomina Kornet E y Se encuentra en servicio en los ejércitos ruso, sirio, jordano, indio, griego, turco y peruano.

## Historial operativo

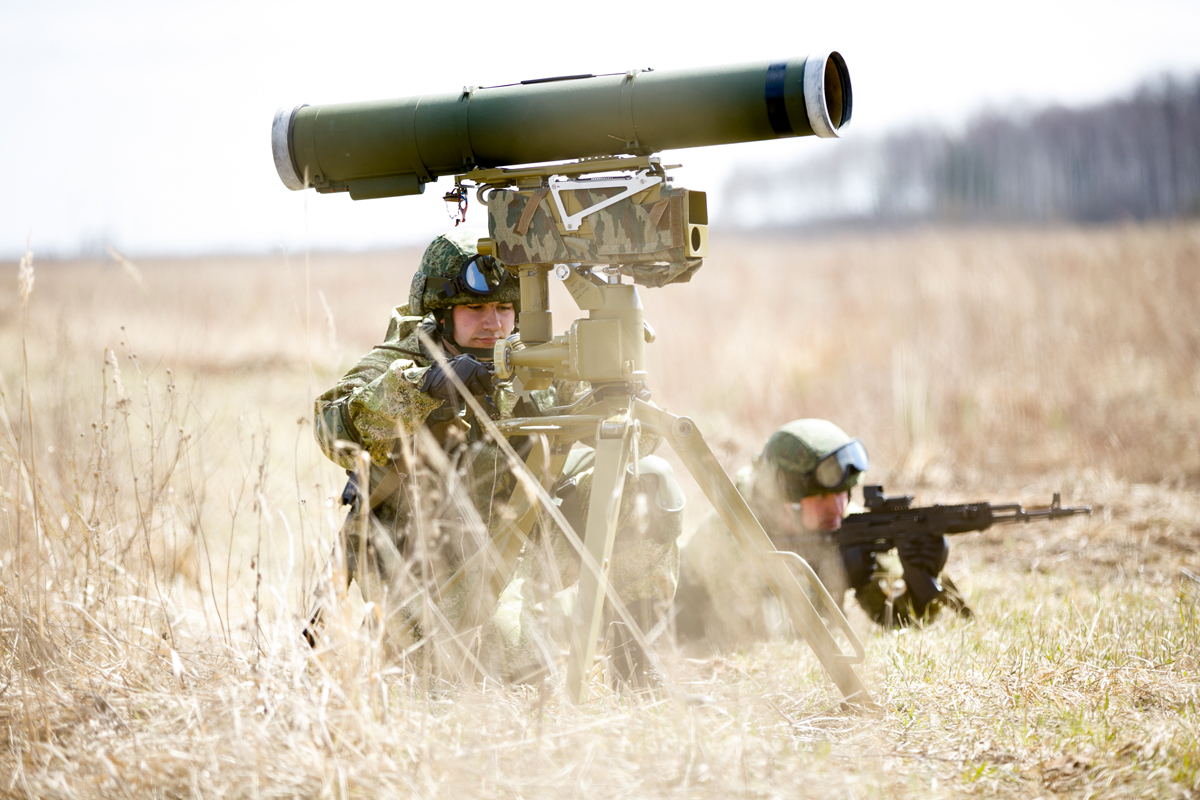
Kornet usado por soldados rusos.

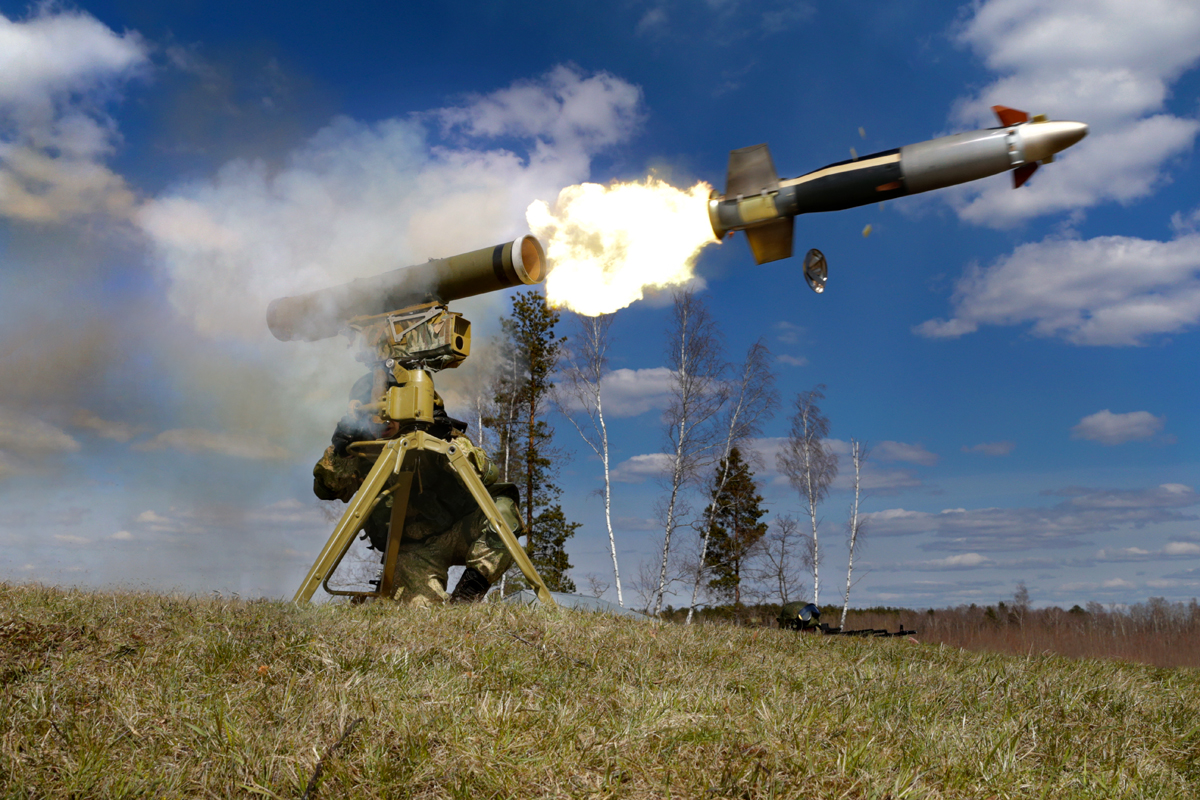
Lanzamiento de un Kornet

En la guerra de Irak de 2003, se informó que las fuerzas iraquíes habían usado Kornets para destruir tanques M1 Abrams estadounidenses, pero informes posteriores revelaron que los tanques habían sido impactados por fuego amigo o RPGs iraquíes. Según informes de Globalsecurity, dos tanques M1 Abrams y dos M2 Bradley fueron destruidos por Kornets. Sin embargo, según el ejército estadounidense desde la invasión no habían encontrado ningún ATG Kornet en Irak. El jefe del Estado Mayor de Israel teniente general Gabi Ashkenazi manifestó que un misil de fabricación rusa Kornet-E disparado por milicias palestinas, en la frontera con la Franja de Gaza, atravesó el blindaje de un tanque israelí Merkava.
En la invasión rusa de Ucrania, El 26 de febrero de 2022, las tropas rusas utilizaron un Kornet contra un vehículo blindado ucraniano. En octubre de 2022, la infantería naval ucraniana capturó un Kornet ruso. En julio de 2023, las tropas rusas utilizaron por primera vez el ATGM Kornet junto con el sistema de control remoto Kurgan.
El 4 de septiembre de 2023, Robotyne publicó un vídeo que mostraba la primera destrucción en combate del tanque Challenger 2. El tanque fue alcanzado por un misil Kornet 9M133 y estalló en llamas, su torreta se separó del vehículo y la cúpula del comandante fue volada. La agencia de noticias rusa TASS, controlada por el Estado ruso, informó el 8 de septiembre que los Kornets habían destruido dos tanques de fabricación británica.
En octubre de 2023, Hezbolá utilizó misiles Kornet durante enfrentamientos con las fuerzas israelíes después del inicio de la Guerra Israel-Hamás de 2023. Los misiles se utilizaron desde el sistema Tharallah Twin ATGM, que es un cuadrípode equipado con dos Kornets disparados en rápida sucesión. Esta disposición está diseñada para abrumar al APS Trophy de los tanques Merkava al tener un segundo misil disponible antes de que el sistema de protección activa pueda reaccionar después de la primera intercepción. Se informa que Hezbolá adquirió el sistema ATGM Tharallah en 2015.
En agosto de 2024, esta arma disparó con precisión a una distancia récord de 8150 metros.

## Usuarios

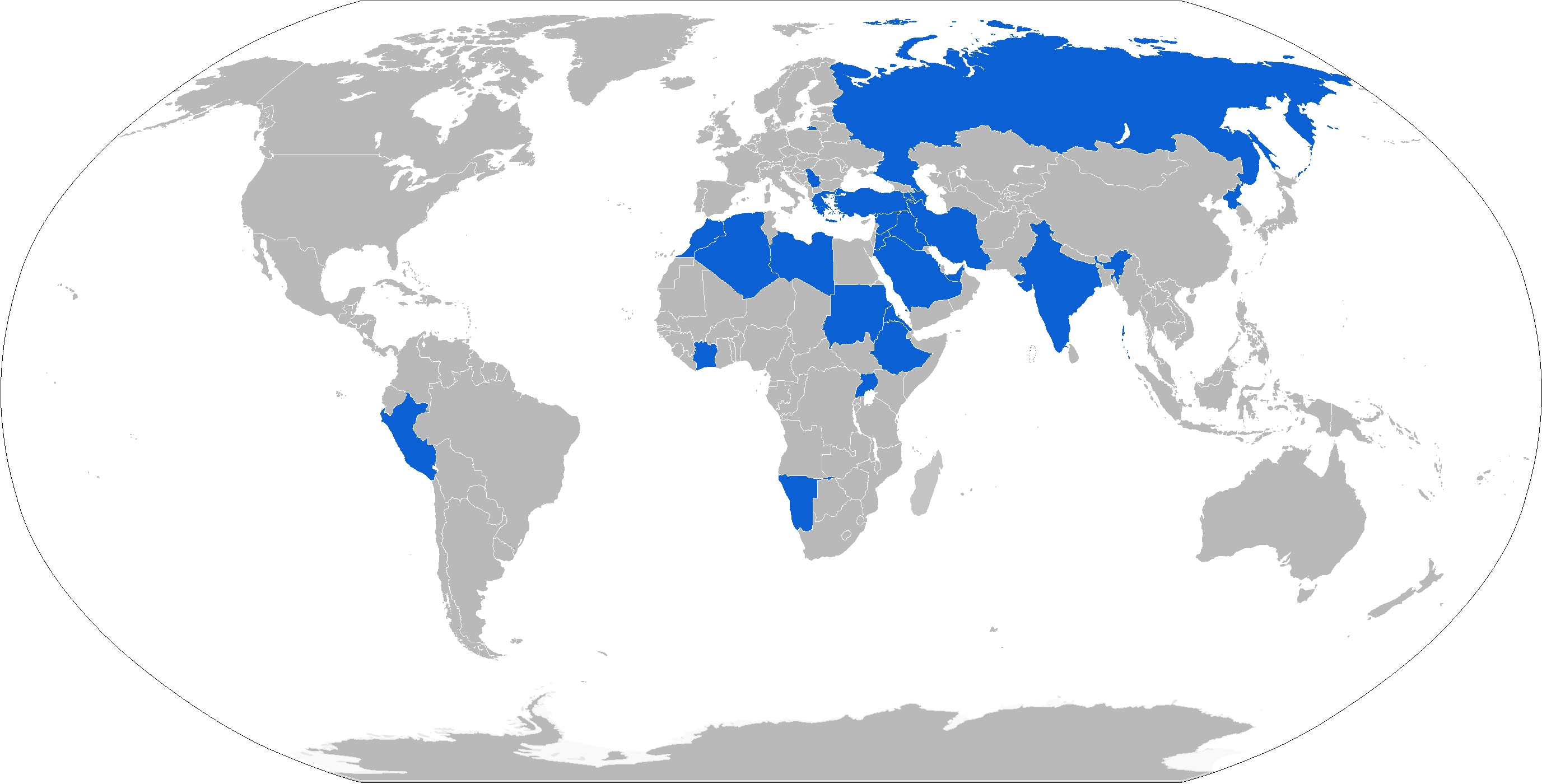
Mapa con operadores 9M133 en azul.

### Actuales
- India
- Grecia
- Jordania
- Marruecos
- Perú
- Rusia
- Siria
- Turquía
- Cuba
- Irán